# Neritos odorata
Neritos odorata är en fjärilsart som beskrevs av Rothschild 1909. Neritos odorata ingår i släktet Neritos och familjen björnspinnare. Inga underarter finns listade i Catalogue of Life.